# 遺伝的多様性
遺伝的多様性（いでんてきたようせい、英: genetic diversity）とは、ある一つの種の中での遺伝子の多様性。生態系の多様性および種多様性と並んで生物多様性を構成する要素の一つ。生態学・遺伝学用語。
種内の多様性には、「個体の遺伝子構成（遺伝子型）」間での多様性と「個体群の遺伝子構成（遺伝子プール）」間の多様性があり、遺伝的多様性はそれら二つの多様性を合わせたものである。遺伝的多様性を特定の遺伝子座に限定して捉えた場合、多型現象として把握される。

## 保全活動での認知
遺伝的多様性は、生態系の多様性や種多様性と比べて目で見て理解することが難しく、この概念の認知度も低いことから、環境保全活動の中で十分考慮されているとは言い難い事例がある。例えば、河川環境活動として魚を放流する事業で、在来個体群が存在するにもかかわらず近縁の別個体群を放流するなど、遺伝的多様性を損なう例があり問題となっている（遺伝子汚染、錦鯉の放流と生態系の破壊問題、メダカ#絶滅危惧と保護活動を参照）。

## 種の生存と適応
遺伝的多様性は、種の生存と適応において重要な役割を演じる。遺伝的多様性が高いことは、種に含まれる個体の遺伝子型に様々な変異が含まれ、種として持っている遺伝子の種類が多いことを意味する。このような場合、環境が変化した場合にも、その変化に適応して生存するための遺伝子が種内にある確率が高い。逆に、遺伝的多様性が低い場合には、環境の変化に適応できず種の絶滅を招く可能性が高くなる

## 進化との関係
進化における自然選択説によれば、遺伝的多様性は平衡選択によって個体群中に維持されると説明される。中立進化説によれば、遺伝的多様性の多くの部分は中立的な突然変異の蓄積に由来することになる。両理論をともに組み込んだ進化の総合説では、突然変異によって生じた遺伝子の変異の蓄積（≒遺伝的多様性）が、新しい形質の出現・種分化などの進化の要因になっているとみなされている（進化の実体および進化のしくみを参照）。

## 農業との関連
一般には遺伝的多様性は野生生物について論じられるが、農業においても農作物の多様性が問題となることがある。
農作物は野生の植物（野生種）から人為的に好ましい形質を選抜する育種によって作物化されてきた。その過程で、野生種の遺伝的多様性は狭められ、農業に適した性質を残すようになっている。この傾向は現代の品種でより顕著であり、現在栽培されている品種では、ほぼ1品種＝1遺伝子型に近い状態になっている。さらには、特定の地域では特定作物・特定品種が栽培されることもある（単一栽培）。
このような場合、冷害などの環境悪化や病害虫の発生が起こると、遺伝的多様性が低く適応できない作物・品種は大きな被害を受けることになる（遺伝的脆弱性）。このような例として、アイルランドのジャガイモ飢饉、T型細胞質雄性不稔をもつトウモロコシのごま葉枯病被害がある。日本においても、イネのいもち病に対する遺伝的脆弱性が問題になることもある。異なる耐病性遺伝子もつ品種を混合栽培し、耐病性を高める試みとして、コシヒカリBLという品種群が育成されている。

## 遺伝的多様性の尺度
集団の遺伝的多様性の尺度をいくつか記す。
- 解析した遺伝子座における多形型遺伝子座の割合
- 遺伝子座あたりの対立遺伝子の数
- 遺伝子座当たりの有効な対立遺伝子数
- ヘテロ接合度（Heterozygosity）：集団中のヘテロ接合体の割合
- nucleotide diversity

これらの尺度は、アロザイム分析、PCR-RFLP分析、AFLP分析、RAPD分析、マイクロサテライト分析、塩基配列分析（オルガネラマーカー、核マーカー）などどのような遺伝的マーカーを用いるかで特性が変わる。